# Gurgel BR-800
O BR-800 foi o primeiro automóvel 100% desenvolvido e fabricado no Brasil, fruto da perseverança do engenheiro João Augusto Conrado do Amaral Gurgel, fundador da Gurgel Motores S/A.
Após mais de uma década fabricando uma bem sucedida linha de jipes e utilitários, e de se aventurar no mercado de veículos urbanos com o mini XEF, todos sempre com motores e transmissões VW, Gurgel decidiu inovar com um carro mais leve, equipado com motor de menor cilindrada. Pretendia, inicialmente, utilizar o motor bicilíndrico do Citroën 2CV, mas as exigências da empresa francesa eram tantas que o desenvolvimento de um motor próprio tornou-se atrativo.
Idealizado pelo próprio engenheiro, o BR-800 foi o primeiro automóvel a ser fabricado exclusivamente com tecnologia nacional. Seu motor, de 2 cilindros e 800cc, era fabricado na própria indústria da Gurgel, em Rio Claro estado de São Paulo.

## História
O projeto do Carro Econômico Nacional (acrônimo CENA) da Gurgel coincide com a criação do Ministério da Ciência e Tecnologia e com o fim da fabricação do Fusca pela VW no Brasil. O ministro Renato Archer percebeu a importância do desenvolvimento de uma tecnologia automotiva própria nacional e viabilizou o projeto com o financiamento, através da FINEP, e uma alíquota reduzida de apenas 5% do IPI específica para este veículo, enquanto sobre os outros veículos a alíquota em vigor era de 37%. A primeira publicação sobre o projeto ocorreu em abril de 1986. No entanto, o governo exigia resultados rápidos; já em 1987, uma série de protótipos do CENA desfilou em Brasília na parada do Dia da Independência. A produção em série foi iniciada um ano depois, em 1988.
Durante a fase de projeto, o modelo era designado pelo código 280-M, que indicava a configuração "2 cilindros, 800 cm³, carroceria múltipla" com capota rígida removível. Era prevista também uma versão 265, com 650cm³ de capacidade. Quando entrou em produção, apenas 2 anos após a primeira notícia sobre o projeto, o veículo foi denominado BR-800 e tinha carroceria exclusivamente fechada, com a capota fixa. O nome CENA não poderia mais ser usado, em razão de uma disputa legal iniciada pelo piloto Ayrton Senna.
Para financiar a ampliação da fábrica, Gurgel criou a nova empresa "Gurgel Motores S/A" e lançou seus lotes de ações na Bolsa de Valores. Para atrair os investidores, as vendas do BR-800 nos primeiros dois anos seriam exclusivas para os novos acionistas.
Veículo urbano apresentado em 1987, considerado o primeiro automóvel genuinamente brasileiro. De concepção peculiar e em diversos aspectos avançada para a época, era muito leve e compacto. Lançado ao público em versão definitiva no Salão Anhembi de 1988, teve produção iniciada em 1988, como modelo 1989.
Quando começou a ser produzido em série, durante o Governo Sarney, o pequeno automóvel foi agraciado com benefício fiscal sobre o IPI, tendo sido o verdadeiro pioneiro no segmento do "carro popular", hoje dominado por modelos de mil cilindradas de diversos fabricantes estrangeiros - inclusive por aquele que dizem ter sido o primeiro, o Fiat Uno Mille. Na prática, apenas ele tinha tal privilégio fiscal, pagando apenas 5% de IPI, enquanto os demais veículos pagavam na época de 37% a 42% de IPI.
O benefício concedido à Gurgel, em prol da indústria nacional, foi duramente atacado pela concorrência das multinacionais estrangeiras como a Fiat, GM, etc. Entretanto, o sistema de vendas inicialmente praticado, de comercialização do carro junto com lotes de ações da Gurgel, elevou seu preço evitando a concorrência direta com os modelos econômicos de Volkswagen e Fiat.
Em 1990 o BR-800 começou a ser comercializado normalmente, e foi então que veio o golpe: sob pressão das grandes montadoras, a administração Collor estendeu às demais montadoras o benefício sobre o IPI. Em agosto de 1990, era lançado o Fiat Uno Mille. Se isto não bastava, chegaram também na mesma época os veículos importados. Ainda pagando 85% de alíquota de importação, o Lada Niva era comercializado a mais baixo preço do que os jipes da Gurgel. Consequentemente, em janeiro de 1991, a Gurgel cessou a produção de jipes. A Gurgel começara mais de 20 anos antes a produzir jipes, mas essa importante fonte de renda da Gurgel terminou portanto em janeiro de 1991.

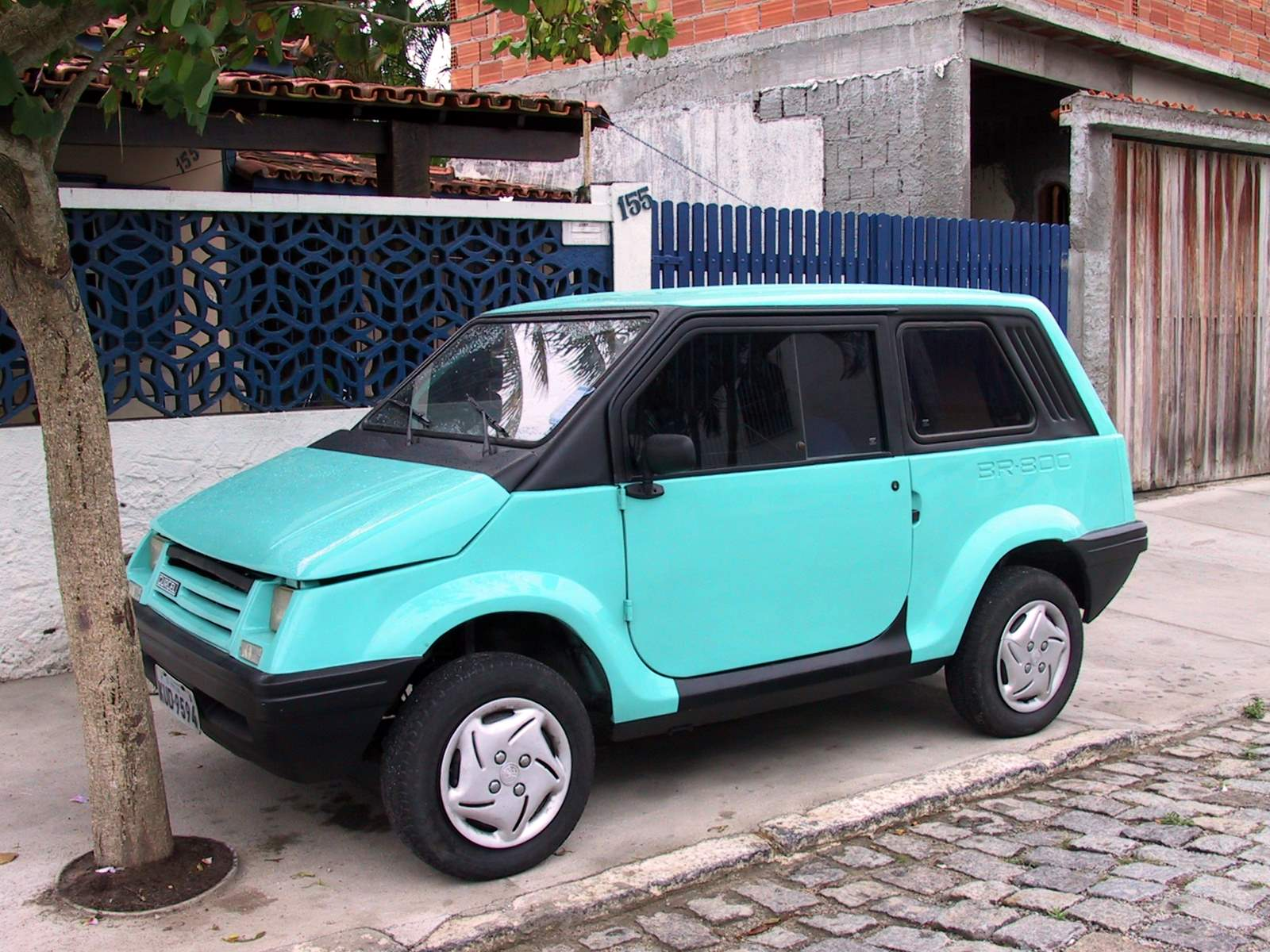

O BR-800 apresentava problemas e falhas de projeto, como seria de se esperar da primeira versão de um projeto criado totalmente a partir do zero. A própria "venda casada" dos carros com ações da empresa demonstra que a ideia era de que todos os BR-800 produzidos servissem como uma espécie de protótipos de teste para os futuros modelos "definitivos". Erroneamente comparados ao Uno Mille da Fiat, o BR-800 e seu sucessor Supermini tinham preço e consumo similar de combustível, mas pertenciam a outra classe: a dos carros urbanos, urbaninos ou minis, onde obviamente o Uno (como carro pequeno) jamais se encaixaria. Como exemplo, em outros países a Fiat oferecia nessa classe modelos como o Panda, 500 e 600, esses sim muito similares ao BR-800 em termos de espaço, conforto, desempenho, estilo e outros. Nesses quesitos, o BR-800 mostrava-se inferior ao Uno Mille e obviamente só poderia ser assim, pois tais carros situavam-se em categorias de uso diferentes, mas todas as críticas eram sempre feitas com base apenas nas comparações de preço, gerando conclusões distorcidas.
A evolução do BR-800 foi constante durante seu período em produção, enfatizando a ideia de que o modelo seria um "protótipo sempre em desenvolvimento". Em 1990, as maiores alterações foram lanternas traseiras e vidro traseiro basculante; logo depois, a suspensão dianteira foi modificada. Durante 1991, várias alterações maiores foram sendo realizadas ao longo do tempo: radiador selado, cintos de segurança retráteis, ventilação zenital no teto, fixação do motor por coxim suspenso, e, por fim, redesenho completo da construção e material do chassis.
O BR-800 parou de ser produzido no final de 1991, mas algumas unidades que ainda não haviam sido comercializadas saíram das concessionárias em 1992. A experiência acumulada com o modelo indicou que o BR-800 deveria gerar dois sucessores, destinados a faixas de mercado diferentes: um modelo mais personalizado, atraente e luxuoso ainda que mais caro, e outro que seguisse a linha da máxima eficiência na produção e operação, que pudesse ser realmente "popular" e barato. Para atender ao primeiro caso, entrou em produção no início de 1992 o Supermini. Para atender ao segundo caso, estava sendo desenvolvido o projeto Delta, mas esse ainda não estava pronto e dependia dos financiamentos para a expansão da empresa e para a construção da nova fábrica no Ceará, já que seria baseado em um novo modelo de produção modular e descentralizada, única maneira de proporcionar preço de venda verdadeiramente "popular". Com as complicações financeiras da empresa, o projeto Delta não teve continuidade.
O BR-800 foi fabricado de 1988 a 1991, quando foi substituído pelo Supermini, sua evolução. A Gurgel Motores S/A funcionou até 1994, mas a marca foi posteriormente adquirida pelo empresário Paulo Freire Lemos em 2004 e voltou a existir hoje.
O número de unidades fabricadas beira em torno de 7.100. Há registro de um BR-800 com numeração 7.098.[carece de fontes?]

## Motor

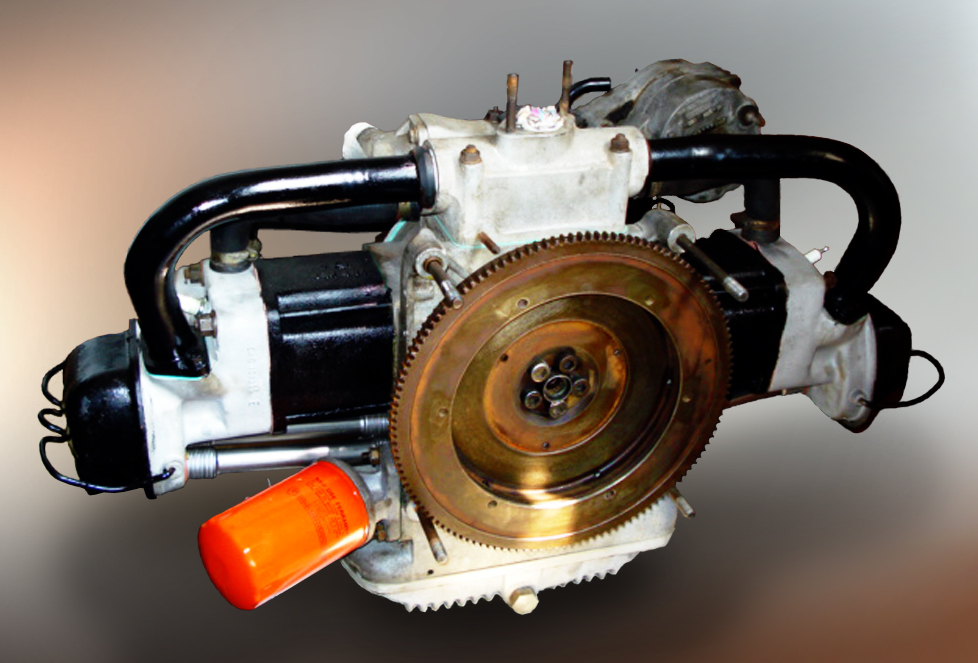
Gurgel Enertron.

Seu motor, denominado Gurgel Enertron, não utilizava correias, bastante econômico (fazia até 25 km/l de gasolina), chegou a receber um prêmio inédito na Europa. Tinha apenas dois cilindros contrapostos e cuja capacidade cúbica era de 792 cm3, com potência de 36 cv, refrigerado a água.